# Daniel arap Moi
Daniel Toroitich arap Moi (2. září 1924 – 4. února 2020 Nairobi) byl keňský politik, v letech 1978 až 2002 druhým prezidentem Keni. Je dosud nejdéle sloužícím prezidentem země. Předtím působil jako viceprezident v letech 1967 až 1978 za prezidenta Jomo Kenyatty, prezidentem se stal po jeho smrti.

## Životopis

### Mládí
Narodil se skupině Tugenů, která spadají do kmene Kalendžinů v keňském údolí Rift Valley. Jako dítě studoval v organizaci Africa Inland Mission a poté se vyučil učitelem na pedagogické škole v Tambachu, kde pracoval až do roku 1955.

### Politická kariéra
Následně vstoupil do politiky. Byl zvolen členem zákonodárné rady za Rift Valley. S blížící se nezávislostí se připojil ke keňské delegaci, která odcestovala do Londýna na konferenci v Lancaster House, kde byla vypracována první ústava země po získání nezávislosti Keni.
V roce 1960 založil Keňskou africkou demokratickou unii (KADU) jako konkurenční stranu ke Kenyattově Africké národní unii (KANU). Po získání nezávislosti v roce 1963 se obě strany sloučily. V roce 1964 ho prezident Kenyatta jmenoval do své vlády a v roce 1967 ho povýšil na svého viceprezidenta. Tomuto jmenování vzdorovala kikujská elita, složená ze členů místní mafie.
V roce 1978 převzal úřad prezidenta po smrti současného prezidenta Kenyatta.
Na počátku své vlády byl v zemi populární. Západní země jeho režim považovaly za protiklad vlád Etiopie a Tanzanie, které byly spojeny s východním blokem. Kolem roku 1990 jeho popularita začala klesat, protože stagnovala ekonomika po skončení studené války. V důsledku agitace a tlaku zvenčí byl v roce 1991 nucen povolit volby s účastí více stran. Svou stranu KANU pak dovedl k vítězství ve volbách v letech 1992 a 1997, které však nezávislými pozorovateli nebyly obecně považovány za svobodné a spravedlivé. Podle ústavy nemohl usilovat o třetí prezidentské funkční období a za svého nástupce si vybral Uhuru Kenyattu, který byl ve volbách v roce 2002 poražen vůdcem opozice Mwaiem Kibakim.
Po prohraných volbách odešel do důchodu, ale stále si udržoval určitou popularitu. V roce 2005 se vyslovil proti návrhu nové ústavy, která podle něj byla v rozporu s touhami keňského lidu.
V roce 2005 pracoval jako velvyslanec v Súdánu. Na konci roku 2007 podpořil kandidaturu do dalších voleb současného prezidenta Kibakiho.

### Osobní život
Od roku 1950 do roku 1974 byl ženatý s Helenou Bomettovou. Měl pět synů a tři dcery.

### Smrt
V říjnu 2019 byl v kritickém stavu hospitalizován v nairobské nemocnici kvůli komplikacím fluidothoraxu. V listopadu byl propuštěn, ale za několik dní byl znovu hospitalizován kvůli operaci kolena. Vyskytly se u něj respirační komplikace a podstoupil tracheotomii. O měsíc později utrpěl krvácení do gastrointestinálního traktu, které vedlo k selhání mnoha orgánů, a byl napojen na podporu životních funkcí.
Zemřel brzo ráno 4. února 2020 v nairobské nemocnici ve věku 95 let.